# Enrico da Pisa (poeta)
Enrico da Pisa, anche Henricus plebanus o Enrico di Calci, (fl. XII secolo) è stato un poeta e presbitero italiano, cappellano della cattedrale di Pisa (lui stesso si defisce "prete e pievano").

## Biografia
Poco si sa della sua vita. Per la prima volta compare, già come prete e canonico e quindi adulto, in un atto del 5 maggio 1108, dove con altri suoi confratelli acquisiva un appezzamento di terreno per la canonica. Il 16 febbraio 1116 diventò pievano di Calci e canonico in una concessione del vescovo Pietro. Probabilmente mori non molto tempo dopo, nel 1134.

## Liber Maiolichinus de gestis Pisanorum illustribus
Il Liber Maiolichinus de gestis Pisanorum illustribus fu la sua opera principale dove si narra l'impresa pisana contro le isole Baleari tra il 1113 e il 1115. Egli stesso partecipò alla spedizione e nomina se stesso in un importante passo del poema, quando, il 5 febbraio 1115, alla vigilia di una battaglia decisiva, ricevette in sogno il presagio della vittoria. Nello stesso passo si definisce prete e pievano (vv. 3165-72).